# VBMR Griffon
VBMR Griffon (фр. Véhicule Blindé Multi-Rôle Griffon) (англ. Multirole Armoured Vehicle Griffon) — французький багатоцільовий бронетранспортер, розроблений і вироблений компанією «Nexter» у співпраці з «Arquus» та «Thales». Вступивши на озброєння у 2018 році, «Грифон» разом із «VBMR-L Serval» замінить бронетранспортер «VAB».

## Історія
Французька армія готувалася замінити VAB з початку 2000-х років. Згідно з Білою книгою з оборони 2020 року, армія планує закупити до 2122 автомобілів VBMR у період з 2018 по 2025 рік. Консорціум Nexter, Thales та Renault Trucks Defense будує автомобілі. Той самий консорціум також будує розвідувально-бойову машину EBRC Jaguar для французької армії, яка на 70 % складається з компонентів VBMR Griffon.
6 грудня 2014 року міністр оборони Франції Жан-Ів Ле Дріан оголосив, що поставки розпочнуться у 2018 році, а у квітні 2017 року була замовлена перша партія з 319 «Грифонів» та 20 «Ягуарів». Другий транш на 271 автомобіль Griffon і 42 Jaguar був замовлений 24 вересня 2020. Загалом французька армія планує закупити 1872 машини першого типу та 300 — другого.
22 червня 2017 року кабінет міністрів Бельгії затвердив план закупівлі 60 одиниць «Ягуарів» та 417 «Грифонів» на суму 1,1 мільярда євро. Вони замінять бронетранспортери та БМП бельгійської армії «Piranha IIIC» та «Dingo 2». Угода включає запасні частини і захищене комунікаційне обладнання, а поставки планується почати у 2025.
Консорціум, який будує «Грифон» і «Ягуар», за договором повинен утримувати вартість «Грифона» нижче 1 мільйона євро. Наразі заплановано шість версій Griffon, чотири з яких (бронетранспортер, командний пункт, швидка допомога та артилерійський спостерігач) замовлено в рамках першого траншу.

## Конструкція
VBMR Griffon базується на шасі комерційного всюдихода з колісною формулою 6×6 і може перевозити до восьми піхотинців.
Транспортні засоби призначені для простого обслуговування та логістики. Наприклад, Griffon та Jaguar використовують стандартні двигуни комерційних вантажівок, адаптовані для роботи з ширшим діапазоном палива. У машині встановлено систему надлишкового тиску для підтримки постійного захисту десантного відділення від хімічних, біологічних та радіаційних загроз. Для експлуатації в жаркому кліматі Griffon обладнаний кондиціонером.

## Озброєння
Griffon оснащений виносним бойовим модулем, який може бути озброєний або 12,7 мм, або 7,62 мм кулеметом, або 40 мм автоматичним гранатометом. Додавання двох Akeron MP протитанкових керованих ракет не є обов'язковим. Вісім пускових установок для димових гранат встановлені на віддаленому бойовому модулі, який також включає акустичну систему локалізації снайпера.

## VBMR-L Serval

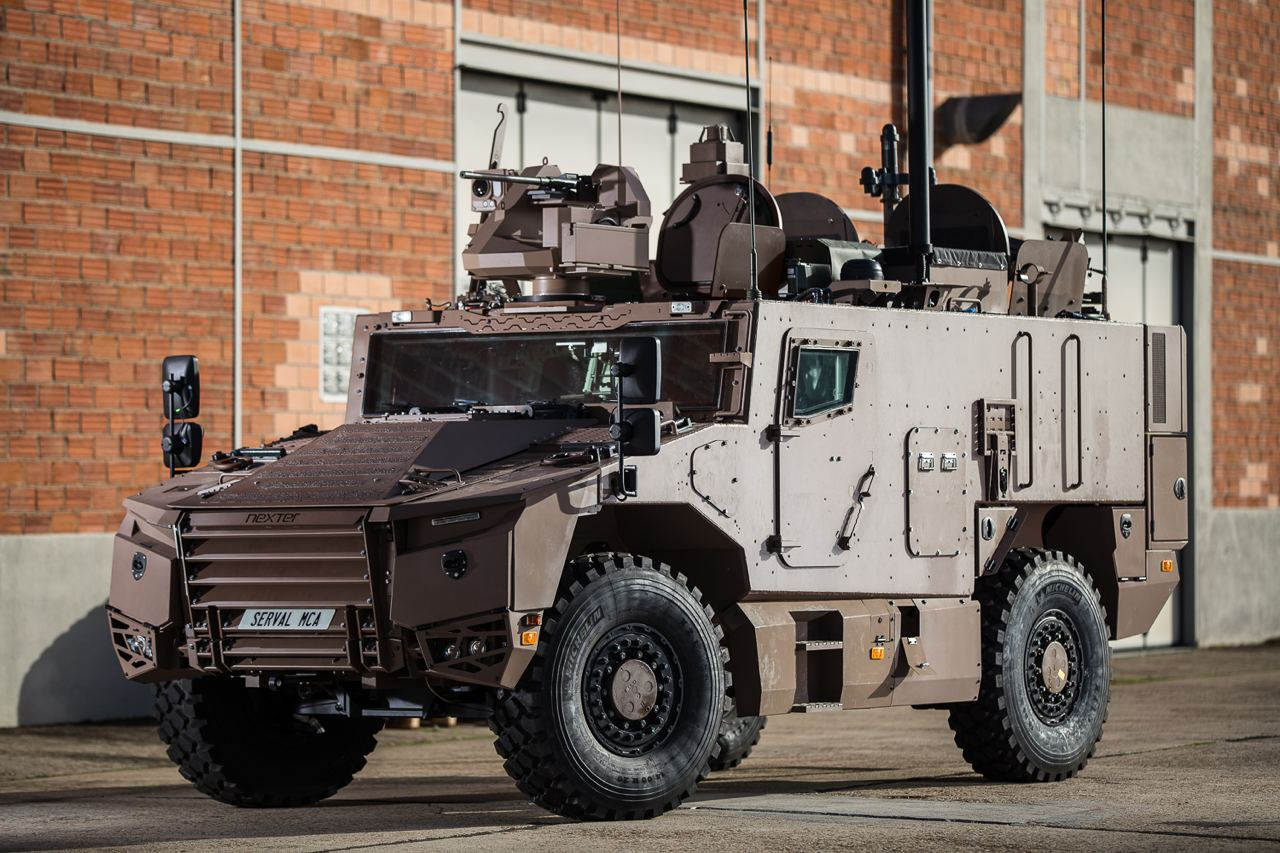
VBMR-L Serval

На додаток до важчого бронеавтомобіля Griffon як заміна також йде 4-колісний варіант (фр. Véhicule Blindé Multi-Rôle Léger Serval, англ. Lightweight Multirole Armored Vehicle Serval) — VBMR-L Serval. «Serval» призначений для ведення розвідувальних дій. Відрізняється підвищеною маневреністю і прохідністю, і в першу чергу стане на озброєння легких піхотних частин, таких як 11-та повітрянодесантна бригада і 27-ма гірсько-піхотна бригада. Контракт для французької армії було укладено у лютому 2018 року та передбачає фінансування 489 одиниць техніки до 2025 року, а до 2030 року — 978 машин.
Крім того, до 2033 року буде закуплено 1060 додаткових «Serval VLTP P segment haut» (багатоцільові легкі тактичні машини).

## Галерея

VBMR Griffon
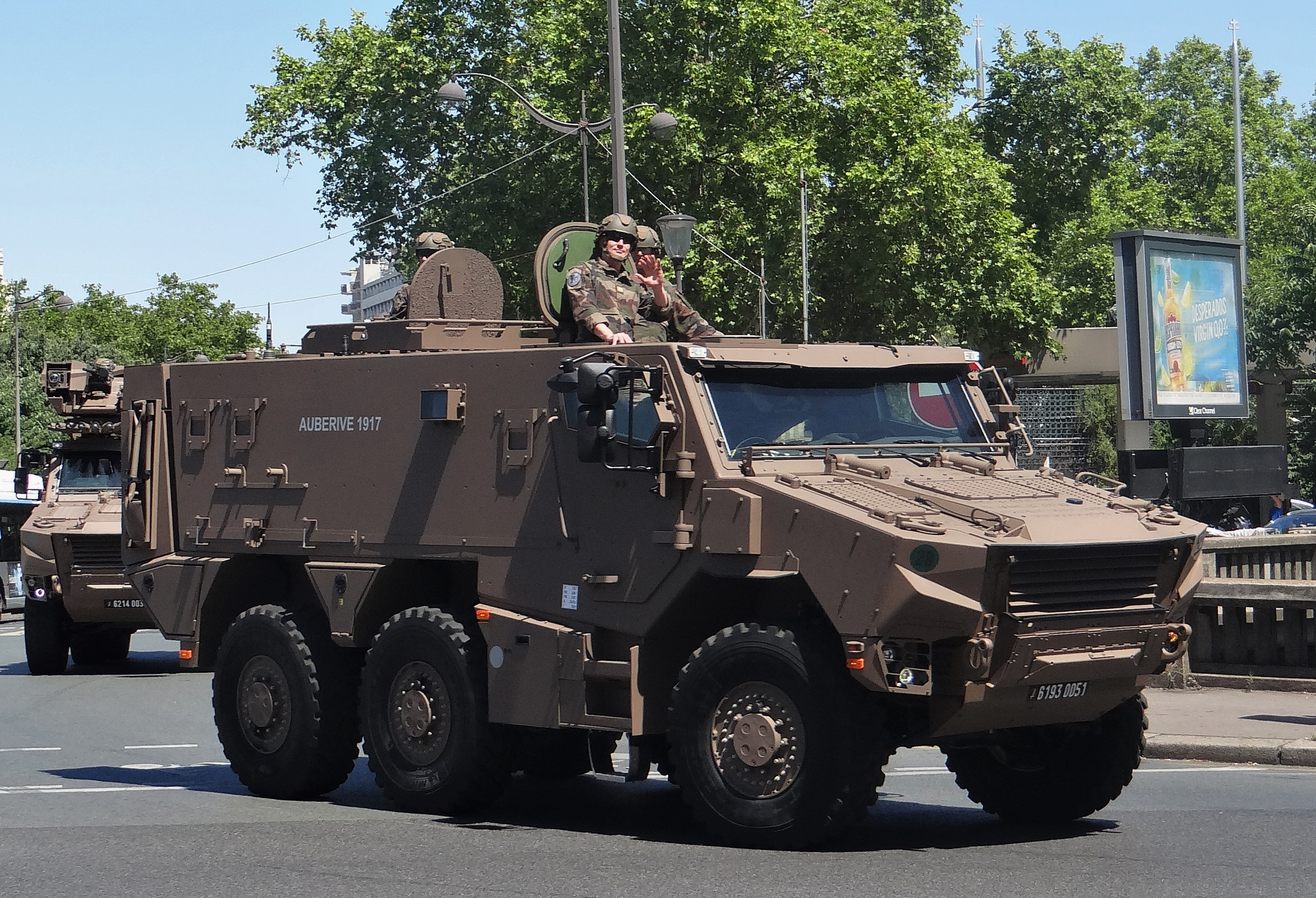
Вид справа
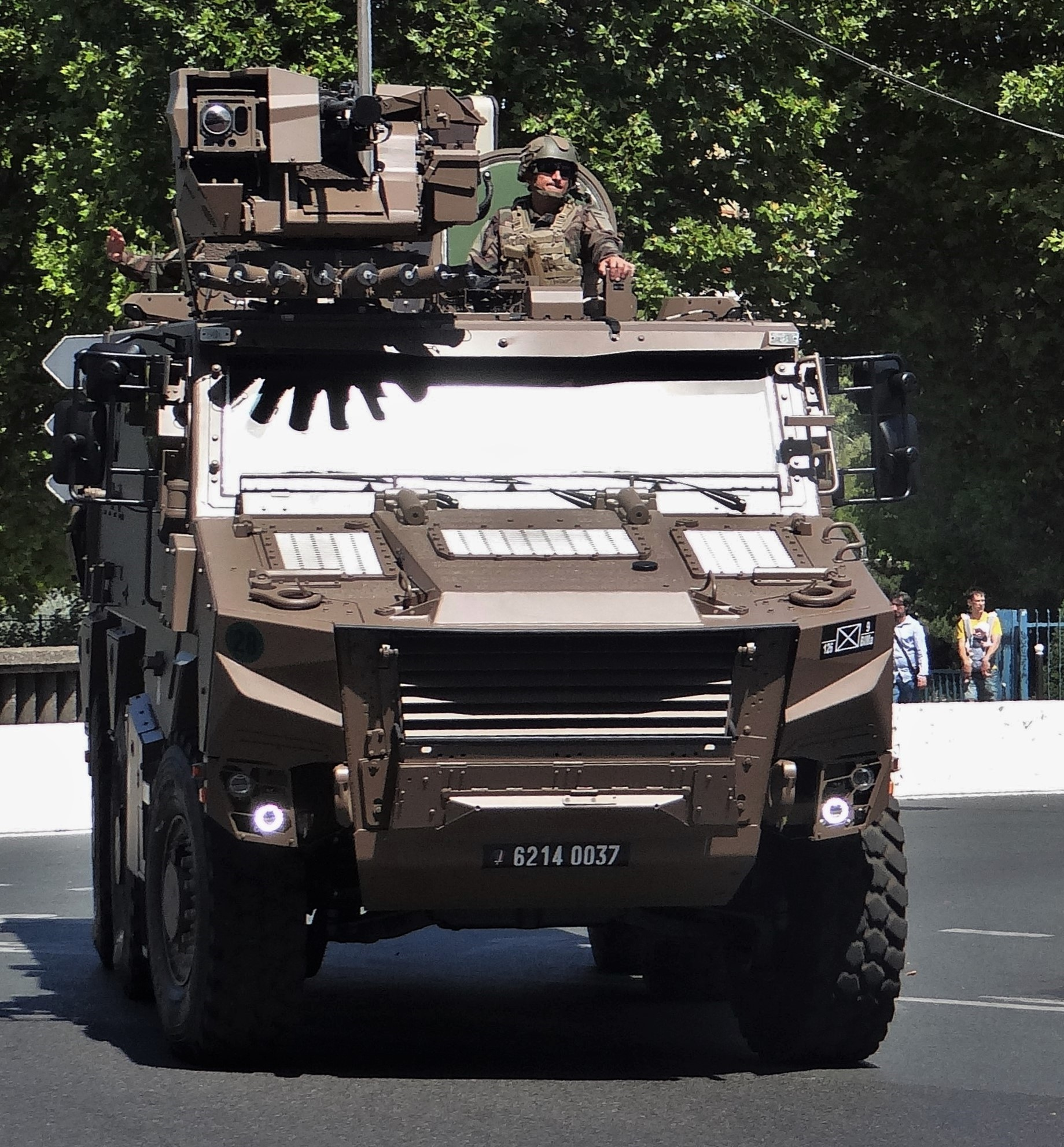
Вид спереду
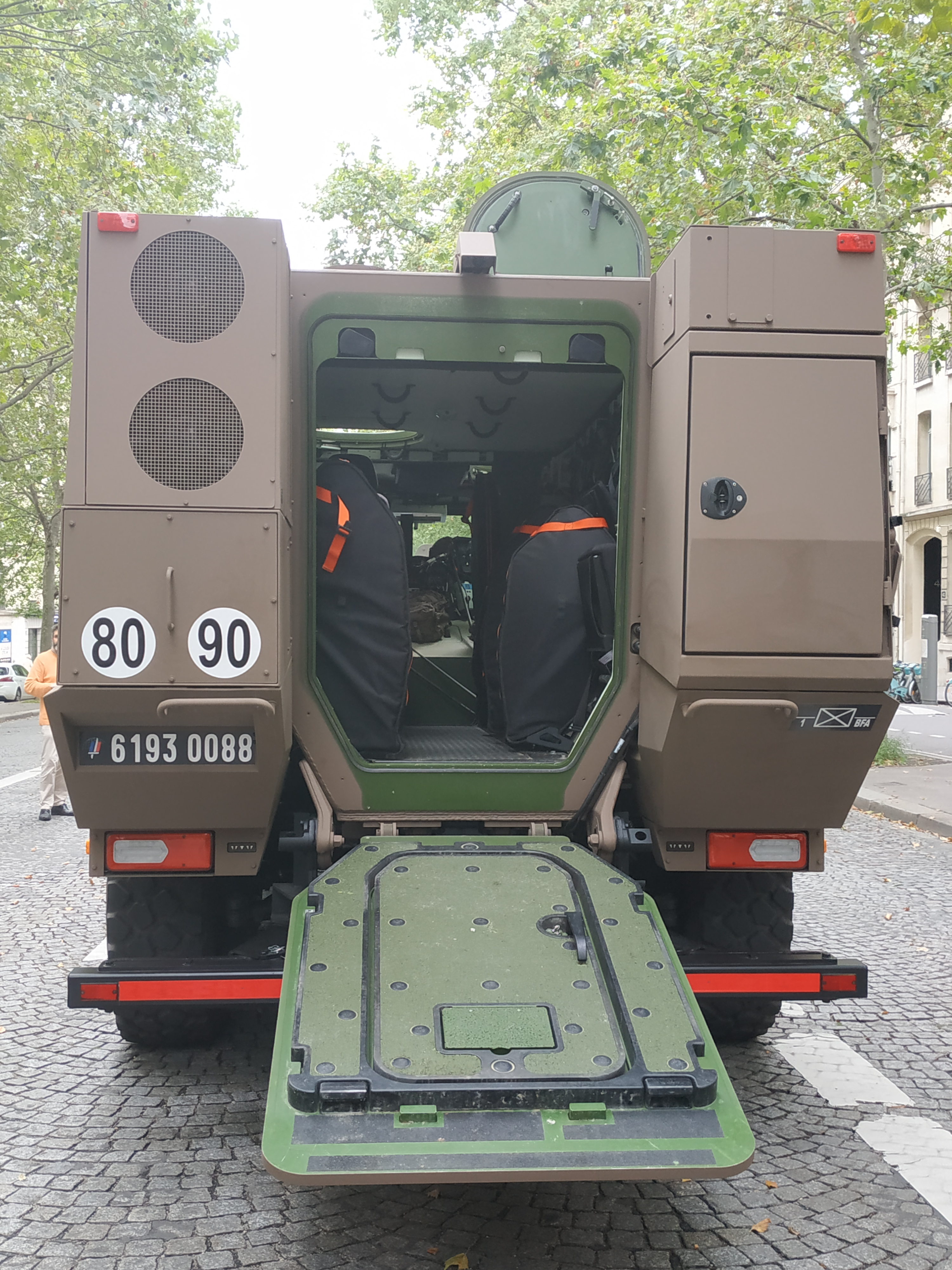
Вид ззаду
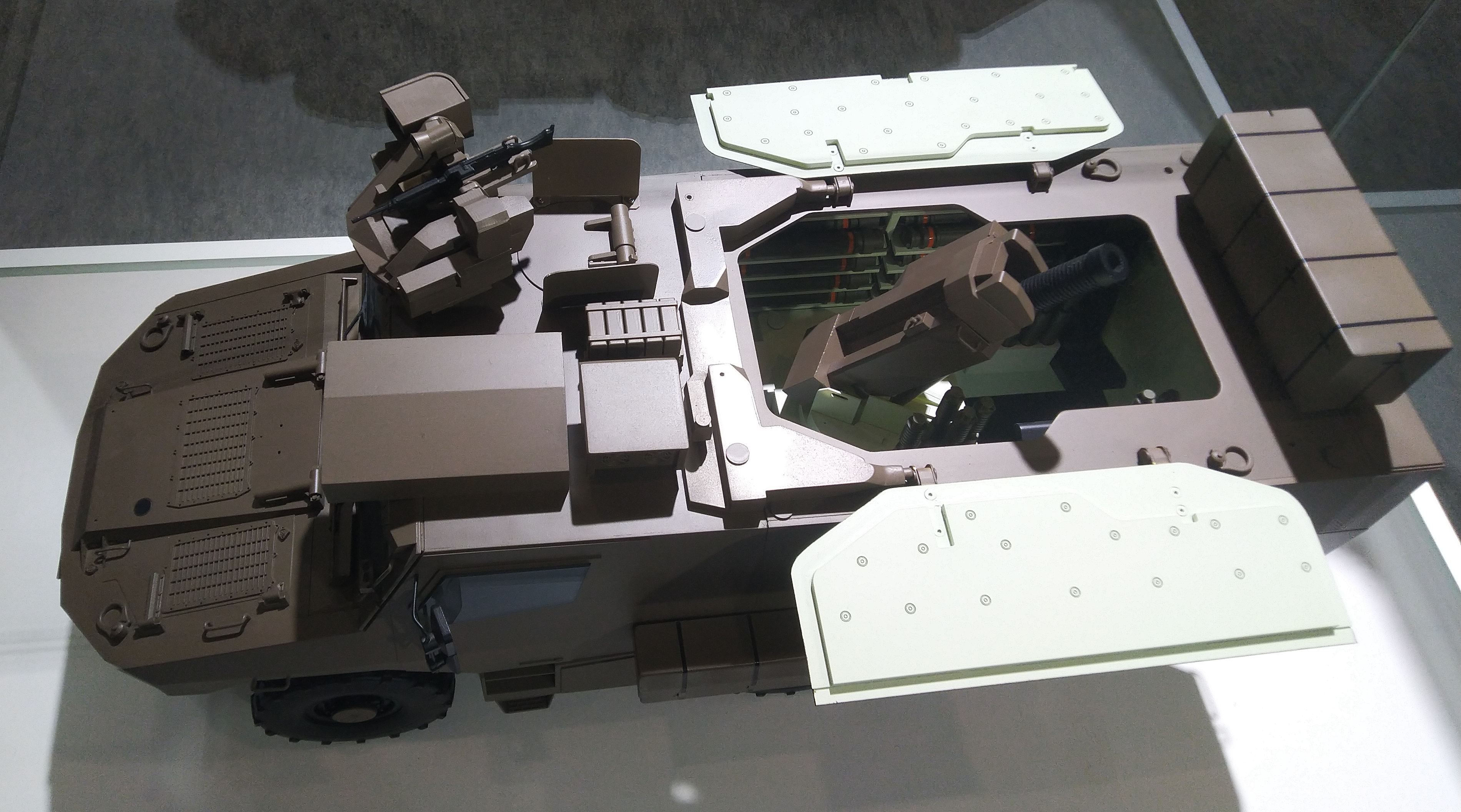
Вид зверху. «Грифон» MEPAC — мобільний міномет (макет)

## Оператори
- Бельгія — замовлено 417 одиниць VBMR Griffon у червні 2017 р[3].
- Франція — Планується закупівля 1872 одиниць VBMR Griffon[4][5] та 978 одиниць VBMR-L Serval[3] до 2030 року. До 2033 року буде закуплено додатково 1060 автомобілів Serval VLTP сегмента P.